# WLVI
WLVI는 메사추세츠 주 보스턴의 The CW 계열 방송국이다. 채널 번호는 디지털 42번, 아날로그 56번이다.

## 브랜딩
CW56(통상시), 7 뉴스(뉴스 방송시)이다.

## 연혁
1956년 듀몽과 ABC 계열 방송사로 개국하였다. 당시에는 WTAO-TV였다. 이후 독립 방송국이 되었다. 이 때는 WXHR-TV(1965~1966년), WKBG-TV(1966~1974년)이었다. 이후 현재의 콜사인이 되었고, 1995년 The WB 계열로 들어갔다가, 2006년 현재의 The CW계열이 된다.